# 情報セキュリティスペシャリスト試験
情報セキュリティスペシャリスト試験（じょうほうセキュリティスペシャリストしけん、Information Security Specialist Examination、略称セキスペ、略号SC）は、情報処理技術者試験にかつて存在した区分。2016年10月21日の情報処理技術者試験規則改正により廃止された。
廃止前の情報セキュリティスペシャリスト試験合格者は、後継資格の情報処理安全確保支援士（RISS）の有資格者となり、支援士制度開始から2年間の経過措置期間に情報処理安全確保支援士登録簿に登録することにより、情報処理安全確保支援士となることができる。
試験制度のスキルレベル4（スキルレベルは1～4が設定されている。）に相当し、高度情報処理技術者試験に含まれた。

## 概要
情報セキュリティの技術的な専門性を有することを認定する国家試験であった。試験対象者には、情報セキュリティの専門家として、情報システムの開発プロジェクトや運用プロセスにおける技術面の支援および、企業の情報セキュリティ管理の品質を維持・向上する情報セキュリティマネジメントの実践能力も求められた。暗号化技術やサイバー攻撃対策といった情報セキュリティの一般知識に加えて、セキュアプログラミング、ネットワークといった要素技術も問われた。
情報セキュリティ対策の需要と比例する形で試験の人気も上昇傾向が続き、春季・秋季試験いずれにおいても、高度情報処理技術者試験の中で最も受験者数が多かった。
2017年春以降は「情報処理安全確保支援士（RISS）」の試験開始に伴い、情報セキュリティスペシャリスト試験は情報処理技術者試験から情報処理安全確保支援士試験へ移行した。

### 沿革
- 2001年（平成13年）情報セキュリティアドミニストレータ試験（情報セキュアド）が秋期から年一回実施。
  - 利用者側としてのスキルを試験するものとされた。
- 2006年（平成18年）テクニカルエンジニア(情報セキュリティ)試験が春期から年一回実施。
  - 開発者側としてのスキルを試験するものとされた。
- 2009年（平成21年）両者を統合して春期と秋期の年二回実施。なお、当試験はテクニカルエンジニア試験を母体として、情報セキュアドの範囲を吸収した形となっている。
  - 高度情報処理技術者試験の区分中唯一、年二回実施された。他の区分は春期または秋期の年一回実施。
  - 平成25年春期の受験者に対する合格率は13.1%[3]。

## 形式
午前I
試験時間50分。四肢択一式（マークシート使用）で30問出題され全問解答。他の高度情報処理技術者試験と共通のスキルレベル3相当で、情報セキュリティと関連の薄い「情報化と経営」、「アルゴリズムとプログラミング」等も含む問題が出題される。満点の60%を基準点とし、基準点以上で午前I試験通過となった。基準点に達しなかった場合は不合格で、午前II・午後I・午後IIは採点されなかった。
午前II
試験時間40分。四肢択一式（マークシート使用）で25問出題され全問解答。情報セキュリティやネットワーク関連のスキルレベル4相当が中心であるが、「データベース」「開発技術」「サービスマネジメント」のスキルレベル3相当も対象であった。満点の60%を基準点とし、基準点以上で午前II試験通過となった。基準点に達しなかった場合は不合格で、午後I・午後IIは採点されなかった。
分野ごとの出題比率としては、例年、セキュリティ分野から15問程度、ネットワーク分野から5問程度、その他関連領域から5問程度出題されていた。なお、出題内容に類似性があるネットワークスペシャリスト試験の午前IIで過去に出題されたことのある問題がこの試験で再出題されることが時々あった。
出題範囲については、
午後I
試験時間90分。中規模の問題が3問出題され、2問を選択して解答する。満点の60%を基準点とし、基準点以上で午後I試験通過となった。基準点に達しなかった場合は不合格で、午後IIは採点されなかった。
3題のうち1題はセキュアプログラミングの問題である。言語はC++、Java、ECMAScriptのいずれかである。言語を選択できる基本情報技術者試験と異なり、受験者はいずれの言語にも対応できなければならない。一般的にプログラミング未経験者がセキュアプログラミングの問題を選択することは推奨されない。そのため、セキュアプログラミングを回避する場合は実質2問が必須解答となる。ECMAScriptは2012年度春期から出題対象となった。2011年度秋期まではPerlが出題対象に含まれていたが削除された。
午後II
試験時間120分。情報漏洩対策、公開鍵基盤、アクセス制御などを扱う事例解析問題が2問出題され、1問を選択して解答する。満点の60%を基準点とし、基準点以上で最終的に合格となった。基準点に達しなかった場合は不合格。

### 科目免除
下記の試験に合格または基準点を得れば2年間、午前Iの科目免除が受けられた。
- 応用情報技術者試験に合格すること。
- いずれかの高度情報処理技術者試験に合格すること。
- いずれかの高度情報処理技術者試験の午前Iに基準点以上を得ること。

## 合格者の特典
- 合格または午前Iに基準点以上を得れば2年間、他の高度情報処理技術者試験および情報処理安全確保支援士試験の午前Iの科目免除が受けられる。
- 科目免除または任用資格
  - 弁理士試験の科目免除
  - ITコーディネータ（ITC）試験の科目免除
  - 技術陸曹・海曹・空曹および予備自衛官補（技能公募）の任用資格
  - 警視庁特別捜査官など都道府県警察の4級職（警部補）のコンピュータ犯罪捜査官･ハイテク犯罪捜査官等の任用資格

## その他
- IT人材育成センター国家資格・試験部の統計資料による累計値

| 区分                                     | 受験者数（人） | 合格者数（人） | 合格率（%） |
| ---------------------------------------- | -------------- | -------------- | ----------- |
| 情報セキュリティアドミニストレータ       | 186,398        | 24,796         | 13.3        |
| テクニカルエンジニア（情報セキュリティ） | 46,442         | 4,904          | 10.6        |
| 情報セキュリティスペシャリスト           | 300,011        | 44,201         | 14.7        |

統計資料の応募者・受験者・合格者の推移表において、情報セキュリティアドミニストレータ試験およびテクニカルエンジニア（情報セキュリティ）試験の数値は本試験に計上されている。